# Lavandaie a Lierna
Lavandaie a Lierna è un dipinto a olio su tela (25,5 x 60,5 cm) realizzato nel 1887 dal nobile pittore italiano Vittore Grubicy de Dragon datato e firmato in basso a destra: A Lierna 1887 VGDD, recante sul retro sigillo in ceralacca con stemma nobiliare. 

## Descrizione
Grubicy de Dragon si dedica alla promozione degli artisti Scapigliati con i quali ama dipingere En plein air iniziando a Lierna sul Lago di Como. I suoi paesaggi sono luminosi, sotto cieli aperti e pieni di nubi, con gradevoli sfumati atmosferici che creano quasi ovattate atmosfere. 
Il dipinto ritrae una spiaggia del Lago di Como con alcune lavandaie che, impegnate nella quotidiana e ripetitiva attività lungo le sponde del lago, sembrano aver smarrito una propria identità individuale.
Il dipinto di Grubicy de Dragon, appartenente alla corrente artistica del Divisionismo, ritrae una piccola spiaggia del borgo di Lierna sul Lago di Como, sita nella stessa Via Roma dove a Villa Commedia risiedeva Plinio il Giovane. Il dipinto viene realizzato En plein air da un terrazzamento di roccia sovrastante la spiaggia di Villa Commedia, con vista di fronte alla punta di Bellagio. 
Nella primavera del 1887, quando Grubicy de Dragon è per la prima volta ospite di Antonio e Luisa Violini a Fiumelatte, borgo al confine di Lierna citato da Leonardo da Vinci come Fiumelaccio nel Codice Atlantico, nelle sue passeggiate rimane impressionato da Lierna, a cui dedicherà poi numerose altre opere. 
Grubicy de Dragon soggiorna poi con frequenza nel paese, dove dipinge molti dipinti dedicati al paesaggio tra cui Sera di maggio a Lierna Lago di Como (1887), Paesaggio a Lierna Lago di Como (1890) e La pesca degli agoni a Lierna (1893).